# Walter Taylor
Ne doit pas être confondu avec Walter H. Taylor.
Walter Willard Taylor, Jr. (né en 1913 et mort en 1997) est un anthropologue et archéologue américain connu pour son travail à Coahuila au Mexique et son « archéologie conjonctive », une méthode d'étude du passé combinant des éléments de l'archéologie traditionnelle d'une période et le domaine de l'anthropologie. Ceci a été illustré par son œuvre A Study of Archeology.

## Biographie
Taylor naît à Chicago, mais grandit à Greenwich, Connecticut et suit ses études à la Hotchkiss School. Bien qu'il étudie la géologie pendant qu'il est à l'Université de Yale, Taylor s'intéresse à l'anthropologie et à l'archéologie. Il obtient son diplôme en 1935, et commence à travailler au Museum of Northern Arizona de Flagstaff, où il est influencé par la philosophie holiste de Lyndon Hargrave.
Après trois ans sur le terrain, il postule pour un doctorat en anthropologie à Harvard en 1938. Quand la Seconde Guerre mondiale éclate, Taylor est enrôlé dans les U.S. Marines, servant en Europe et parachuté en territoire ennemi pour assister les groupes de résistance locaux. Il est gravement blessé par une grenade et capturé dans le sud de la France en 1944 et gardé dans un camp de prisonniers de guerre allemand jusqu'à la fin de la guerre en Europe. Pendant son emprisonnement, il commence à enseigner l'anthropologie à ses compagnons. Il est récompensé par un Purple Heart et une Bronze Star et conserve le grade de capitaine jusque 1955.
Après la guerre, Taylor se déplace à travers les États-Unis jusqu'à s'installer à Carbondale, Illinois, en 1958, où il commence à travailler dans le département d'anthropologie de la Southern Illinois University
Il a aussi enseigné à l'University of Texas, à l'University of Washington, au Mexico City College, et à la National School of Anthropology and History de Mexico. Il entreprend des fouilles sur des sites en Arizona, au Nouveau Mexique, en Géorgie, au Mexique, et en Espagne, avant de prendre sa retraite en 1974.

## Idées
Taylor voyait l'archéologie comme une discipline à part entière, combinant l'étude des régimes, des schémas d'implantations, des outils et des autres éléments afin de fournir une vision holiste du passé. Son approche conjonctive tente de déterminer le contexte culturel en connectant les schémas corrélés dans les enregistrements archéologiques des schémas culturels. Cette approche, avec sa critique ouverte et spécifique des principaux archéologues de son temps, a causé la consternation de nombreux archéologues de l'époque mais sa méthode est aujourd'hui la pratique habituelle. Taylor était l'un des premiers à décrier ouvertement l'approche descriptive et historique du terrain. Cependant, Patty Jo Watson dit que le but de Taylor « n'était pas de causer le malaise mais plutôt de stimuler l'examen [...] des objectifs, buts et propos des archéologues américains. »
Le travail de Taylor anticipa avec de nombreuses années d'avances les efforts des « Nouveaux Archéologues » des années 1960, et A Study of Archeology reste édité.